# جورج ريمون جونيور
جورج ريمون جونيور (بالإنجليزية: George Raymond Jr.) هو فنان أمريكي، ولد في 1943 في نيو أورلينز في الولايات المتحدة، وتوفي بنفس المكان في 8 مارس 1973.